# تاریخ اجتماعی غزنویان
سلسله غزنویان با تلاش غلامی به نام آلبتکین در غزنین تأسیس شد. اوج قدرت غزنویان سلطنت سلطان محمود غزنوی بود غزنویان حدود ۲۳۱ سال بر سرزمین پهناور ایران حکومت کردند سلطان محمود بارها به هندوستان لشکر کشید و غنایم زیادی را به ایران آورد. اما به وضعیت نابسامان ایران کمکی نکرد زیرا اغلب آنان صرف جنگ‌های بیهوده می‌شد. نام دیگر سلاطین غزنوی به این شرح است:سلطان محمود غزنوی(۳۴سال) جلال الدوله ابواحمد محمدبن محمود(۱سال) شهاب الدوله ابوسعید مسعود بن محمود(۱۱سال) شهاب الدوله ابوالفتح مودود بن مسعود غزنوی(۹سال) بعد از شهاب الدوله ۱۰ نفر دیگر نیز روی کار آمدند.

## موقعیت طبقات در دوره غزنوی
1. سلطان-همراه با خواجگان. شاعران. ندما و غلامان و بردگان خاصه
2. وزیر- با دیوانسالاران. عالمان و فقها که شامل کارگزاران و کارمندان می‌شود
3. روحانیون
4. فرمانداران لشکر-همراه با سپاهیان و لشکر غازیان
5. طبقه میانه حال-شامل مدرسان شیخیان. زمینداران روستایی و نجبای شهری ئ صوفیان
6. قشرها فرودست-کارگران و خدمتکاران. عیارن[۱]

علی رغم شکاف و تحقیری که طبقات بالای جامعه نسبت به طبقهٔ پایین پایین جامعه داشتند نشانه ایی از حسادت و رشک ورزی میان این دو دیده نمی‌شود چرا که طبقهٔ روحانی همیشه این شکاف پر می‌کردند. روحانیون مربوط به طبقهٔ اعیان می‌شدند وهمواره میان آن‌ها و اعیان اشتراک منافع وجود داشت

## نظام مالی غزنویان
ادارهٔ امپراتوری غزنوی هزینهٔ سنگین می‌طلبید که این امر بستگی به جریان وسیع مالیات‌گیری و دخیره انبار داشت. در زمان غزنویان ارتش به صورت مزد بگیر عمل می‌کرد و همین موضوع سبب اخذ مالیات‌های سنگین تر از مردم می‌شد از طرفی جمع‌آوری این مالیات‌ها نیاز به حکومتی توان مند تر داشت که نتیجه آن رشد قدرت پادشاه در برابر طبقات فرودست جامه بود.
منابع مالی دولت غزنوی
- ولایات‌های پر نعمتی که تحت فرمانورایی آن‌ها بود و هم چنین غنایمی که ازسفرهای جنگی به هند به دست می‌آوردندو پادشاهان غزنوی حقوق سپاهیان را نقداً پرداخت می‌کردند و بر خلاف برخی حکومت‌ها همچون آل بویه مجبور به دادن اقطاعات نبودند
- احتیاجات مالی برای سفرهای جنگی سلطان زیاد بود. تجهیر ارتش برای سفرهای جنگی به پول زیادی نیاز داشت.
- زندگی پر تجمل دربار غزنوی و هم چنین دیوانسالاری پر زرق و برق انعطاف این را نداشت که تا زیاده روی‌های گدشته را ترک کند.
- در آمد غزنویان را به‌طور کلی به ۵ قسمت می‌شود تقسیم کرد
- املاک خالصه و دارایی‌های خصوصی سلاطین غزنوی: در توضیح این بخش می‌توان گفت در دولت غزنوی تشکیلاتی ۲ بخشی وجود داشت که بخشی از آن دیوان وکالت و دیگری دیوان وزیر بود
- درآمد سلاطین غزنوی که شامل حق‌الملک دارایی‌های بی وارث و مصادرات بود در واقع سلطان وارث مایملک کسانی بود که ورثه ایی برای دارایی‌های آن‌ها وجود نداشت که شامل دارایی‌های غلامان خاصه و خواجه سرایان می‌شد
- خراج و هدایای پادشاهان دست نشانده و والیان یکی دیگر از منابع درآمد حکومت غزنوی بود
- غنایم فراوان مناطقی همچون جلگه ش شمالی هند و ایران غربی
- از دیگر منابع درآمد غزنویان مالیات ویژه یا غیرمعمول یا خراج یا مالیات بر فراورده‌های کشاورزی و بر زمین‌ها بود
- احتمالاً علاوه بر این مالیات‌های مرسوم باج‌های مختلف کوچکتر نیر وجود داشت.[۱]

## ارتش در زمان محمد غزنوی
هستهٔ اصلی و مرکزی سپاه غزنوی را غلامان ترک زر خرید تشکیل می‌دادند؛ ولی محمود بر خلاف زمان گذشته توانست نظم خاصی را در ارتش برقرار کند و محمود علاوه بر غلامان ترک داوطلبانی که به اصطلاح غازیان نامیده می‌شدند در لشکر خود داشت. دولت محمود غزنوی با جلب نظر روستاییان بی زمین و وارد کردن آن‌ها به صفوف غازیان و فریب آن‌ها به امید کسب ثروت از غنایم جنگی سعی می‌کرد تا تناقضات اجتماعی را محو کند و دولت غزنوی گرایش به ارتش سالاری داشت در نتیجه میتوان نتیجه گرفت که ارتش از بیشترین اعتبار در داخل امپراتوری برخوردار بود

## دیوان‌ها در زمان غزنویان
دیوان غزنویان برگرفته از دوران سامانیان است. غزنویان حتی دیوانیان سنتی دورهٔ سامانی را به کار گرفتند و دیوان سالاری دوره غزنویان از این دیوانسالاران سامانی به خوبی استقبال کرد. زیرا به دلیل گسترش دولت محمود غزنوی برای ادای اعمال به کسانی که قادر به انجام وظایف دیوانی به نحو احسن نیازمند بود از مهم‌ترین این دیوانسالاران ابوالعباس فضل بن احمد اسفرایینی که نخست وزیر محمود غزنوی بود می‌توان نام برد و انواع دیوان‌ها در دورهٔ غزنویان شامل موارد زیر می‌باشد:
1. دیوان رسالت که دبیر حکم دبیر خانه و دفاتر خانه برای سلطان بود و شامل تعداد بسیاری منشیان که زیر نظر سلطان غزنوی کار می‌کردند به نوبت در دیوان حضور پیدا می‌کردند که به آن‌ها دبیر نوبتی می‌گفتند هم چنین این دیوان نامه‌هایی را که از حکومت‌های خارجی می‌رسید را دریافت می‌کرد و نامه‌هایی نیز برای آن‌ها ارسال می‌نمود
2. دیوان اشراف
3. دیوان عرض که جمع‌آوری سپاه و تنظیمات ارتش و پرداخت مستمری و آذوقه بر عهدهٔ این دیوان بود که بعد از وزات مهم‌ترین منصب بود
4. دیوان برید وظیفهٔ ان انتقال خبر بود بر این دیوان صاحب برید یا صاحب خبر نظارت می‌نمود
5. دیوان استیفا که وظیفهٔ ان رسیدگی دخل و خرج کشور و ثبت درامدهای دولتی بود
6. دیوان وزیر یا دیوان مرکزی
7. دیوان وکالت
8. دیوان ولایت[۱]

## ویژگی‌های نثر در دورهٔ غزنوی
بیشتر آثار این دوره به زبان فارسی است. سبک فارسی، اندک اندک ب ه سوی نثر فنی گرایش م ی یابد. ریشه تحول آن را باید در عوامل گوناگون سیاسی و اجتماعی مانند تغییر نثر از سادگی به پیچیدگی و نیز چیرگی شعر در حوز ه‌های ادبی و تنوعات بلاغی جس توجه کرد. ب ه هر روی، در این دوره، نثر فارسی حالتی بینابین دارد یا ب ه گفته خطی برهبر «نثر مرسل عالی» است. ویژگ ی‌های خاص سبکی این دوره شامل موارد زیر است:
- رواج فارس ی‌نویسی در متون مختلف (تاریخی، فلسفی، دینی)
- ترک ایجاز و مختصرنویسی و استفاده از عبارات مفصل و طولانی‌تر
- به وجود آوردن لغات، ترکیبات، و اصطلاحات نو در نثر فارسی توسط نویسندگان ایرانی
- ترک استعمال کلمات تازی، مگر در مواردی که معادل فارسی آن نبوده‌است.
- توسعة دایرة مطالب در نثر فارسی و تحول سبک؛
- استعمال نثر مرسل عالی و عاری از قیود لفظی؛
- تکرار روابط، افعال، ترکیبات، و گاه جمل ه‌ها، بی هیچ قید و بندی؛
- رواج لهجة فارسی دری، ب ه دلیل زادگاه ادبیات جدید که مشرق زمین بوده‌است؛
- ظهور آرا و اندیش ه‌های فلسفی در این دوره و نا مگذاری آن به روزگار کمال تمدن اسلامی
- ورود لغات غیرفارسی نظیر ترکی، پشتو، مغولی و چینی به متون علمی و ادبی[۳]

## معماری در دورهٔ غزنوی با تکیه بر تاریخ بیهقی
معماری غزنویان تا حدودی برگرفته از ادامه یافته سامانیان است. چرا که در واقع اجداد غزنویان پرورش یافته مکتب سامانیان بوده‌اند. در مورد معمتری غزنویان باید به این مورد اشاره کرد که بیشتر آثار این دوران بر اثر گذشت زمان از بین رفته‌اند تاریخ بیهقی به وجد بسیازی از باغ‌ها و کوشک‌ها در شهرهای مختلف این دوران اشاره می‌کند که به دست شاهان این سلسله مخصوصاً سلطان محمود و پسرش مسعود ساخته شده‌اند. به غیر از پادشاهان غزنوی امرا و شخصیت‌های مهم درباری و لشکری هم بودند که خانه و باغ‌های بسیار بزرگی در شهرهای مختلف داشتند.
نام بناهای غزنویان در شهرهای آن دوره:
هرات
- کوشک عدنانی
- کوشک مبارک
- باغ عدنانی
- باغ بیلاب
- باغ وزیر
- باغچه بوسعید

نیشابور
- کوشک‌های حسنک
- باغ شادیاخ
- باغ عمرولیث
- باغ بوالمظفر برغشی
- باغ ابوالقاسم خزانی
- باغ خرمک

غزنین
- کوشک کهن محمودی در شهر
- کوشک محمودی
- کوشک نو مسعودی
- کوشک سپید
- کوشک ابوالعباس اسفراینی
- باغ فیروزی
- باغ محمودی
- باغ صدهزار
- باغچه بونصر[۴]

## موقعیت زنان در جامعه غزنوی
با توجه به منابع باقی مانده از دوران غزنوی زنان این دوره می‌توانستند به یادگیری علوم مختلف بپردازندوحتی از زنانی سخن رفته که از منابع مختلف و آگاهی داشتند و مخصوصاً در علوم دینی به تحصیل پرداختند و با قران و حدیث آشنایی داشتند نیز در آشپزی و درست کردن خوردنی‌ها مختلف سر رشته داشتند.
از نظر سیاسی زنان قابل ذکری بودند که در تاریخ ایران نقش تعیین‌کننده ایی داشتند و کسانی مانند حره ختلی سلطان نقشی اساسی ایفا نموداون زن کاردان و جسوری بود که تاریخ ایران را تغییر داد و مردان ای دوره به خانواده اهمیت زیادی می‌دادند و حفظ ناموس از وظایف اصلی مردان شمرده میشدودر این دوران ازدواج‌های سیاسی برای حفظ روابط حسنه و نیز امنیت حکومت از جانب حکام و مدعیان حکومت صورت می‌گرفت این ازدواج‌ها کمک زیادی به استواری حکومت غزنوی می‌کرد و آنان را از جانب حکام ترکستان و خورازم آسوده می‌ساخت

## نام و لقب پادشاهان سلسله غزنویان با توالی و مدت حکومتشان
پسران الب‌تکین:
الب‌تکین ۳۵۱
- ابواسحاق ابراهیم‌بن الب‌تکین. ۳۵۲
- بلکاتکین (غلام الب‌تکین). ۳۵۵
- پیری (غلام الب‌تکین). ۳۶۲

پسران سبکتکین:
- ناصرالدوله سبکتکین (غلام الب‌تکین). ۳۶۷
- اسماعیل‌بن سبکتکین. ۳۸۷
- یمین‌الدوله ابوالقاسم سلطان محمود پسر سبکتگین. ۳۸۹
- جلال‌الدوله محمد پسر محمود مکحول پسر سبکتگین. صفر ۴۲۱
- سلطان مسعود (اول) پسر سلطان محمود پسر سبکتگین. شوال ۴۲۱
- محمد (برای بار دوم حکومت کرد و به سال ۴۳۳ ه‍. ق. کشته شد).
- شهاب‌الدوله ابوسعد مودود پسر مسعود پسر محمود (درگذشتهٔ به سال ۴۴۰ ه‍. ق). ۴۳۳
- مسعود (دوم) ابن‌مودود (طفلی که چند هفته حکومت کرد). ۴۴۰
- بهاء الدوله ابوالحسن علی‌بن مسعود (اوّل). رجب ۴۴۰
- عزالدوله عبدالرشید پسر محمود پسر سبکتگین. ۴۴
- طغرل غاصب (غلام محمود بود ۴۰ روز حکومت کرد و به سال ۴۴۴ درگذشت).
- جمال‌الدوله فرخزاد پسر مسعود پسر محمود. ۴۴۴.
- ظهیرالدوله ابراهیم بن مسعود، ملک مؤید جلال‌الدین. ۴۵۱ - ابراهیم پسر مسعود پسر محمود
- علاءالدوله ابوسعد مسعود (سوم) پسر ابراهیم پسر مسعود. ۴۹۲
- کمال الدوله شیرزادبن مسعود. ۵۰۸
- سلطان‌الدوله ارسلان‌شاه پسر مسعود پسر ابراهیم. ۵۰۹
- یمین‌الدوله بهرام‌شاه پسر مسعود پسر ابراهیم (نایب سنجر). جمادی‌الاولی ۵۱۲ ق. (به سال ۵۴۷ ق. / ۱۱۵۲ م. درگذشت)
- معزالدوله خسروشاه پسر بهرام‌شاه پسر مسعود. ۵۴۷ (به سال ۵۵۵ ق. / ۱۱۶۰ م. درگذشت)
- تاج‌الدوله خسروملک پسر خسروشاه پسر بهرام‌شاه. ۵۵۵
- الفتح الغوری (درگذشتهٔ به سال ۵۸۲ ه‍. ق)[۱]

## پایان کار و زوال غزنویان
از علل انقراض دولت غزنوی این بود که دیوان سالاران بر خلاف اشراف راهی در دولت غزنوی نداشتند به همین دلیل این گروه به کاردان دولتی تبدیل شدند لذا آنان با ایجاد فساد در دستگاه‌های اداری شروع به غارت مردم کرند در نتیجه مورد نفرت عامه قرار گرفتند. از سوی دیگر گرفتن مالیات‌های سنگین برای تأمین هزینه‌های جنگ و دربار باعث فرار روستاییان و ضعیف شدن اقتصائ و به‌طور کلی تولیدات کشاورزی و صنعتی و روابط بازرگانی در مناطق مختلف دولت به شدت ضعبف شد و هم چنین ثروت اندوزی و مال‌پرستی سلاطین غزنوی و هم چنین غارت‌ها و ستم‌ها باعث شده بود که کارگزاران و ارتش غزنوی فاسد و عیاش و بی اعتقاد شوند و در نهایت قرار قدرت دولت و اقتصاد مملکت بر لشکر داری که برای اشراف و مردم اثرات بدی داشت